# SETI@home
（在家搜寻外星智慧），是一个通过互联网利用个人计算机处理天文数据的分布式计算项目。该项目试图通过分析阿雷西博射电望远镜采集的无线电信号，搜寻能够证实地外智慧生物存在的证据。该项目由美国加州大学伯克利分校的伯克利空间科学实验室主办。
它主要会在接受到的射电数据中搜寻以下三种讯号：
- 讯号强度的高斯曲线形升降；
- 可能代表窄频数码讯息的脉冲讯号；
- 三连波讯号，即三个等间距的突波。

程序在用户的个人计算机上，通常在屏幕保护模式下或以后台模式运行。它利用的是多余的处理器资源，不影响用户正常使用计算机。 
项目自1999年5月17日开始正式运行。至2004年5月，该项目在世界各地拥有近500万参与者，积累了近200万年的CPU运行时间，进行了近5×1021次浮点运算，处理了超过13亿个数据单元，无疑是非常成功的分布式计算试验项目。不过到目前为止，该项目的分析结果中还没有足以证明外星智能生命存在的证据。
官方2005年3月中旬发布消息，逐渐停止（即旧平台）的计算，全面转入BOINC计算平台，数据转换预计在2个月之内完成。但是由于全球的计算者抵制新的平台，所以仍运行了数月，只是关闭新帐户注册。2005年12月15日美国伯克利大学官方已关闭。
项目计划在将来增加处理来自澳大利亚帕克斯天文台（Parkes Observatory）的数据，以便同时分析南半球的天空。在有更多的射电望远镜加入这个项目后，2008年1月的新闻稿说，项目每天增加的新数据为300G，需要更多的志愿者加入才能处理如此多的数据。
2020年3月2日，官方宣佈於同月31日起無限期休止分散式運算计划，伺服器不再分派運算任務給參與的電腦，但仍開放網站與留言板，官方鼓勵參與者加入其他的分散式運算項目計劃。

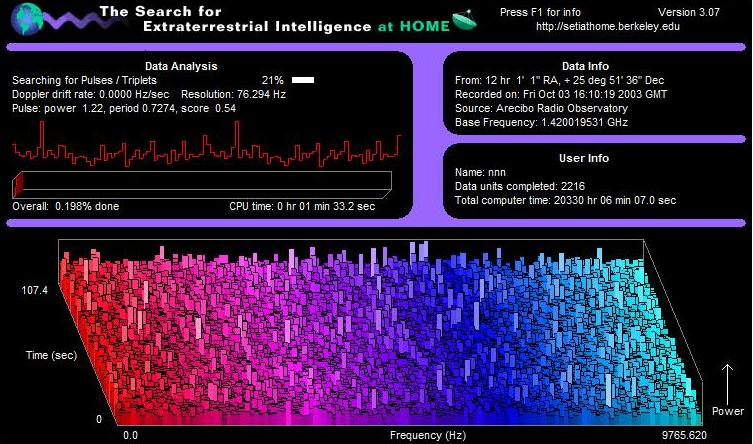
傳統客户端（SETI@Home Classic）运行界面
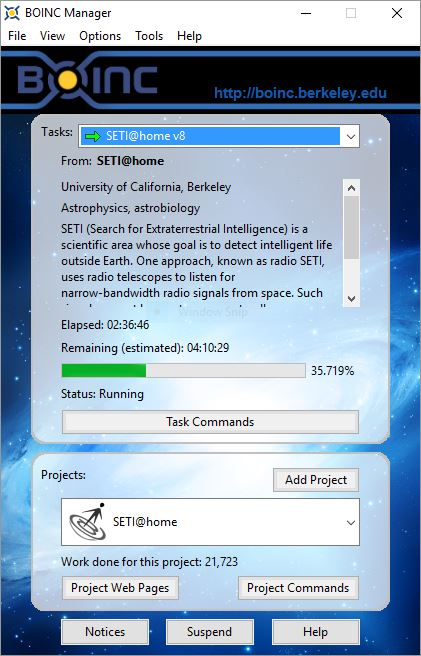
BOINC管理器
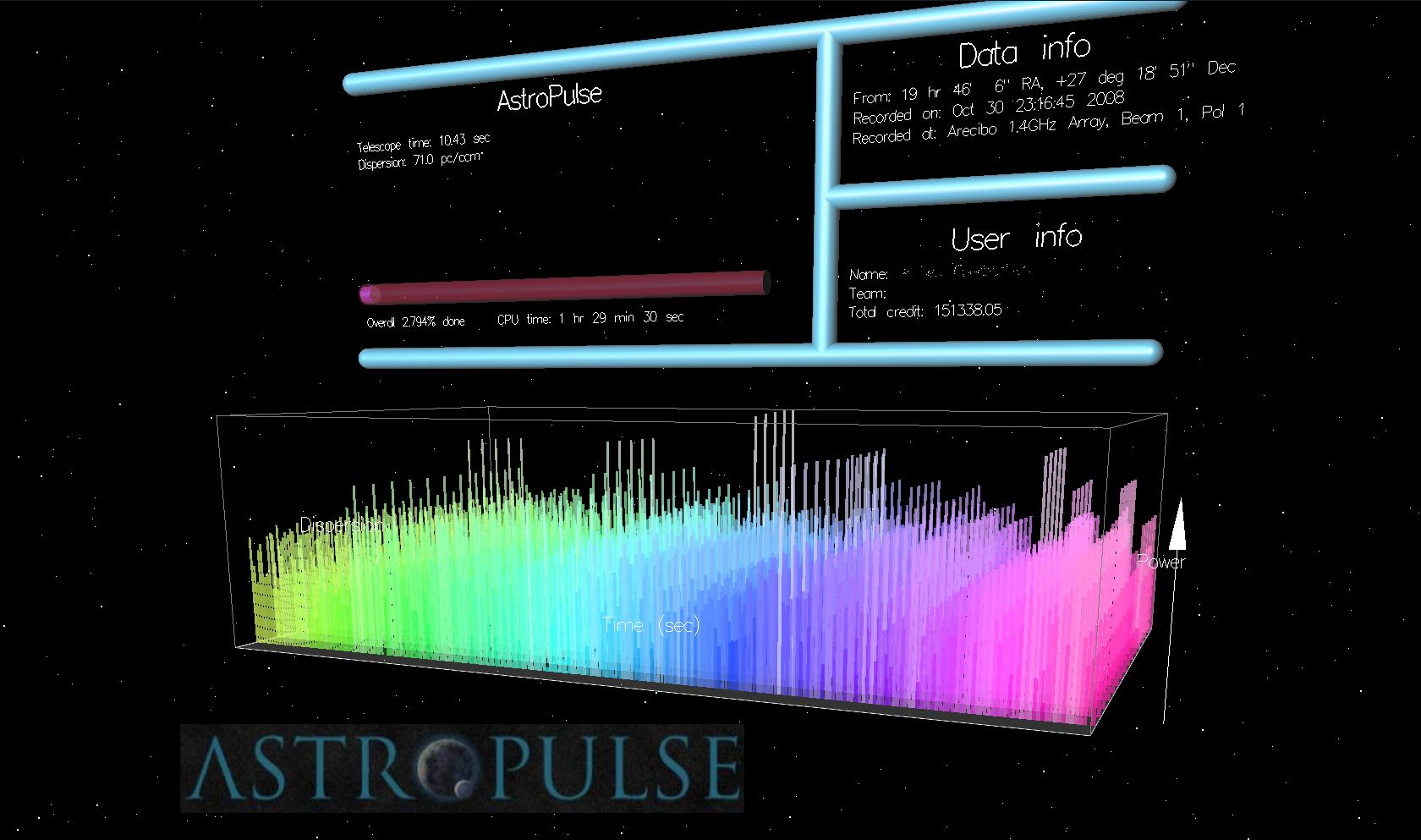
Astropulse子项目
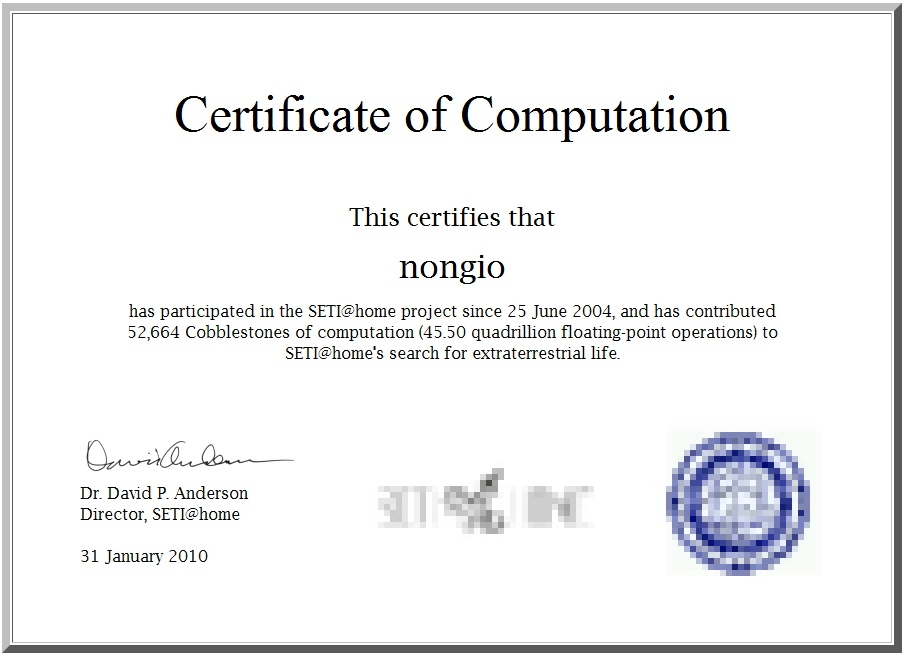
计算证书